# 鐔承
鐔　承（たん しょう、生没年不詳）は、三国時代の政治家。蜀漢に仕えた。字は公文。益州広漢郡郪県の人。三国志及び華陽国志に記載がある。

## 概要
鐔承は悠々として落ち着きのある人物であり、郡太守・州の要職など歴任し、最終的には九卿である少府・太常のくらいにまで登った。
費禕・姜維らが政権を担当していた時代、孟光・来敏は劉備の時代からの臣で大学者であったが、人に和合出来ない性格であったため位が伸び悩んだ。しかし鐔承は年功は浅いが人と和やかに接しつつも自立した態度を保っため特別任用され昇進した。
孟光は最終的に少布・大司農の位にまで登っているが、鐔承は彼の上席にあったという。